# Llista de compositors de música clàssica del segle XX
Llista de compositors de música clàssica del segle xx ordenats per ordre alfabètic. Comprèn els nascuts en el segle xx i alguns del segle xix que han desenvolupat la seva carrera en el XX.

## A
- Heikki Aaltoila (1905-1992)
- Juhan Aavik (1884-1982)
- Frank Abbinanti (1949-)
- Kyle Abbot (1950-2004)
- Keiko Abe (n. 1937)
- Rosalina Abejo (1922–1991)
- Michael Abels (n. 1962)
- Hans Abrahamsen (n. 1952)
- Muhal Richard Abrams (n. 1930)
- Juan Manuel Abras (n. 1975)
- Jean Absil (1893-1974)
- María de las Mercedes Adam de Aróstegui (1873–1957)
- John Coolidge Adams (n. 1947)
- John Luther Adams (n. 1953)
- El·la Adàievskaia (1846–1926)
- Richard Addinsell (1904 - 1977)
- Thomas Adès (n. 1971)
- Samuel Adler (n. 1928)
- Lejla Agolli (n. 1950)
- Graciela Agudelo (n. 1945)
- Ahn Eak-tai (1906 - 1965)
- Sieglinde Ahrens (n. 1936)
- Doris Akers (1923–1995)
- Toshiko Akiyoshi (n. 1929)
- Necil Kazım Akses (1908 - 1999)
- Jehan-Ariste Alain (1911-1940)
- Eleanor Alberga (n. 1949)
- Sef Albertz (n. 1971)
- Luna Alcalay (n. 1928)
- Amanda Ira Aldridge (1866–1956)
- Leni Alexander (n. 1924)
- Liana Alexandra (n. 1947)
- Franco Alfano (1875 - 1954)
- Hugo Alfvén (1872 - 1960)
- Hossein Alizadeh (n. 1951)
- Franghiz Ali-Zadeh (n. 1947)
- Kristi Allik (n. 1952)
- Frances Allitsen (1849–1912)
- Yardena Alotin (1930–1994)
- Birgitte Alsted (n. 1942)
- Martha Alter (1904–1976)
- Maria de Alvear (n. 1960)
- William Alwyn (1905-1985)
- Maryanne Amacher (n. 1943)
- Charles Amirkhanian (n. 1945)
- Gilbert Amy (n. 1936)
- Solange Ancona (n. 1943)
- Avril Anderson (n. 1953)
- Beth Anderson (n. 1950)
- Laurie Anderson (n. 1955)
- Ruth Anderson (n. 1928)
- Elfrida Andrée (1841–1929)
- Hendrik Andriessen (1892 - 1981)
- Jurriaan Andriessen (1925 - 1996)
- Louis Andriessen (n. 1939)
- Caroline Ansink (n. 1959)
- George Antheil (1900 - 1959)
- John Antill (1904-1986)
- Denis ApIvor (1916 - 2004)
- Dina Appeldoorn (1884–1938)
- Edward Applebaum (n. 1937)
- Izabella Arazova (n. 1936)
- Violet Archer (1913–2000)
- Bülent Arel (1919 - 1990)
- Isabel Aretz (n. 1913)
- Anneli Arho (n. 1951)
- Cecilia Arizti (1856–1930)
- Marian Arkwright (1863–1922)
- Elinor Armer (n. 1939)
- Georgi Arnaoudov (n. 1957)
- Blaž Arnič (1901 - 1970)
- Malcolm Arnold (1921-2006)
- Claude Arrieu (n. 1903)
- Robert Ashley (n. 1930)
- Esmeralda Athanasiu-Gardeev (1834–1917)
- Kurt Atterberg (1887 - 1974)
- Lera Auerbach (n. 1973)
- Christopher Auerbach-Brown (n. 1970)
- Valborg Aulin (1860–1928)
- Georges Auric (1899 - 1983)
- Larry Austin (n. 1930)
- Daniel Ayala (1906–1975)
- Florence Aylward (1862–1950)
- Ana-Maria Avram (n. 1961)
- Svitlana Azarova (n. 1976)

## B
- Heidi Baader-Nobs (n. 1940)
- Arnó Babadjanian (1921-1983)
- Milton Babbitt (n. 1916)
- Konstantin Babić (n. 1927)
- Grażyna Bacewicz (1909–1969)
- Vytautas Bacevičius (1905-1970)
- Jan Bach (n. 1937)
- Maria Bach (1896–1978)
- Sven-Erik Bäck (1919-1994)
- Carola Backholt (n. 1959)
- Maya Badian (n. 1945)
- Vera Baeva (n. 1930)
- Junsang Bahk (n. 1937)
- Judith Margaret Bailey (n. 1941)
- Regina Harris Baiocchi (n. 1956)
- Feliksas Bajoras (n. 1934)
- Michael J Baker (1949-2000)
- Ruth Bakke (n. 1947)
- Leonardo Balada (n. 1933)
- Osvaldas Balakauskas (n. 1937)
- Esther Ballou (1915–1973)
- Eduardas Balsys (1919-1984)
- Jovan Bandur (1899-1956)
- Granville Bantock (1868-1946)
- Krešimir Baranović (1894-1975)
- Samuel Barber (1910-1981)
- Mansi Barberis (1899–1986)
- Cacilda Campos Borges Barbosa (n. 1914)
- Srdjan Barić (n. 1927)
- Elaine Barkin (n. 1932)
- Clarence Barlow (n. 1945)
- Alice Barnett (1886–1975)
- Carol E Barnett (n. 1949)
- Ethel Barns (n. 1948)
- Varteks Baronijan (n. 1933)
- Elsa Barraine (1910–1999)
- Jean Barraqué (1928-1973)
- Gisèle Barreau (n. 1948)
- Natasha Barrett (n. 1972)
- Joyce Howard Barrell (1917–1989)
- Françoise Barrière (n. 1944)
- Bebe Barron (n. 1927)
- Louis Barron (1920-1989)
- Béla Bartók (1881-1945)
- Leslie Bassett (n. 1923)
- Marion Bauer (1882–1955)
- Alison Bauld (n. 1944)
- Miquel Bauzà (n. 1974)
- Arnold Bax (1883-1953)
- Amy Beach (1867-1944)
- Robert Beadell (1925–1994)
- James Beale (n. 1924)
- Sally Beamish (n. 1956)
- Janet Beat (n. 1937)
- Betty Beath (n. 1932)
- John J. Becker (1886-1961)
- John Beckwith (n. 1927)
- Marguerite Béclard d'Harcourt (1884–1964)
- David Bedford (n. 1937)
- Norma Beecroft (n. 1934)
- Eve Beglarian (n. 1958)
- Anđelka Bego-Šimunić (n. 1941)
- Jeanne Behrend (1912–1988)
- David Behrman (n. 1937)
- Jeanne Beijerman-Walraven (1878–1969)
- Alfonso Belfiore (n. 1954)
- Derek Bell (1935-2002)
- Barbara Benary (n. 1946)
- Chiara Benati (n. 1956)
- Paul Ben-Haim (1897-1984)
- Juraj Benes (1940-2004)
- George Benjamin (n. 1960)
- Richard Rodney Bennett (n. 1936)
- Robert Russell Bennett (1894-1981)
- Niels Viggo Bentzon (1919-2000)
- Ove Benzen (n. 1935)
- Cathy Berberian (1925-1983)
- Alban Berg (1885-1935)
- Gunnar Berg (1909-1989)
- Petar Bergamo (n. 1930)
- Arthur Berger (1912-2003)
- Jean Berger (1909-2002)
- William Bergsma (1921-1994)
- Luciano Berio (1925-2003)
- Lennox Berkeley (1903-1989)
- Michael Berkeley (n. 1948)
- Christine Berl (n. 1943)
- Bart Berman (n. 1938)
- Lauren Bernofsky (n. 1967)
- Leonard Bernstein (1918-1990)
- Charles Roland Berry (n. 1957)
- Dennis Berry (1921-1994)
- Danilo Bestagno
- Johanna Beyer (1888–1944)
- Gillian Bibby (n. 1945)
- Gilbert Biberian (n. 1944)
- Nick Bicat (n. 1949)
- Lycia de Biase Bidart (n. 1910)
- Franz Biebl (1906–2001)
- Beatriz Bilbao (n. 1951)
- Ronald Binge (1910-1969)
- Judith Bingham (n. 1952)
- Stanislav Binički (1872-1942)
- Renate Birnstein (n. 1946)
- Harrison Birtwistle (n. 1934)
- Hermann Bischoff (1868-1936)
- Roberta Bitgood (n. 1908)
- Marcel Bitsch (n. 1921)
- Erling Bjerno (n. 1929)
- Jens Bjerre (1903-1986)
- Boris Blacher (1903-1975)
- Richard Blackford (n. 1954)
- Easley Blackwood (n. 1933)
- Hugh Blair (1864–1932)
- Susan Morton Blaustein (n. 1953)
- Carla Bley (n. 1938)
- Arthur Bliss (1891-1975)
- Marc Blitzstein (1905-1964)
- Ernest Bloch (1880-1959)
- Patricia Blomfield Holt (n. 1910)
- Sonia Bo (n. 1960)
- Berta Bock (1857–1945)
- Sylvie Bodorová (n. 1954)
- Ernst Boehe (1880-1938)
- Ana Bofill Levi (n. 1944)
- Boris Böhmann (n. 1964)
- Michèle Bokanowski (n. 1943)
- William Bolcom (n. 1938)
- Carrie Bond (1862–1946)
- Victoria Bond (n. 1945)
- Margaret Allison Bonds (1913-1972)
- Andrée Bonhomme (1905–1982)
- Mélanie Bonis (1858–1937)
- Henriette van den Boorn-Coclet (1866–1945)
- Modesta Bor (1926–1998)
- David Borden (1938-)
- Johanna Bordewijk-Roepman (1892–1971)
- Benjamin Boretz (n. 1934)
- Hakon Börresen (1876-1954)
- Edith Borroff (n. 1925)
- Sergei Bortkiewicz (1877-1952)
- Daniel Börtz (n. 1943)
- Maura Bosch (n. 1958)
- Henriëtte Bosmans (1895–1952)
- Ljubomir Bošnjaković (1891-)
- María Enma Botet Dubois (n. 1903)
- Linda Bouchard (n. 1957)
- André Boucourechliev (1925 - 1997)
- Rutland Boughton (1878-1960)
- Lili Boulanger (1893-1918)
- Nadia Boulanger (1887-1979)
- Pierre Boulez (n. 1925)
- Helen Bowater (n. 1952)
- Paul Bowles (1910-1999)
- Anne Boyd (n. 1946)
- Ina Boyle (1889–1967)
- Eugène Bozza (1905-1991)
- Joly Braga Santos (1924-1988)
- May Hannah Brahe (1884–1956)
- Glenn Branca (n. 1948)
- Gena Branscombe (1881–1977)
- Henry Brant (n. 1913)
- Anthony Braxton (n. 1945)
- Caroline M Breece (n. 1977)
- Thérèse Brenet (n. 1935)
- Havergal Brian (1876-1972)
- Walter Bricht (1904-1970)
- Frank Bridge (1879-1941)
- Dora Bright (1862–1951)
- Radie Britain (1899–1994)
- Benjamin Britten (1913-1976)
- Max Brod (1884-1968)
- Roslyn Brogue (1919–1981)
- Earle Brown (1926-2002)
- Rudolf Brucci (1917-2002)
- David Bruce (n. 1970)
- Theo Bruins (1929-1993)
- Karl Gottfried Brunotte (n. 1958)
- Elisabetta Brusa (n. 1954)
- Joanna Bruzdowicz (n. 1943)
- Gavin Bryars (n. 1943)
- Dorothy Quita Buchanan (n. 1945)
- Ole Buck (n. 1945)
- Harold Budd (n. 1936)
- Boudewijn Buckinx (n. 1945)
- Nini Bulterijs (1929–1989)
- Anthony Burgess (1917-1993)
- Willy Burkhard (1900-1955)
- Franz Burkhart (1902-1978)
- Diana Burrell (n. 1948)
- Alan Bush (1900-1995)
- Ferruccio Busoni (1866-1924)
- Sylvano Bussotti (n. 1931)
- Aleksej Butakov (1907-1953)
- James Butt (n. 1929)
- Nigel Butterley (n. 1935)
- George Butterworth (1885-1916)

## C
- John Cage (1912–1992)
- Geneviève Calame (1946–1993)
- John Cale (n. 1942)
- Lina Pires de Campos (n. 1918)
- Marguerite Canal (1890–1978)
- Marta Canales (1893–1986)
- Edith Canat de Chizy (n. 1950)
- David DeBoor Canfield (n. 1950)
- Joseph Canteloube (1879–1957)
- Constança Capdeville (1937–1992)
- André Caplet (1878–1925)
- Matilde Capuis (n. 1913)
- Cornelius Cardew (1936–1981)
- Robert Carl (n. 1954)
- Julian Carillo (1875-1965)
- Wendy Carlos (n. 1939)
- Mary Grant Carmichael (1851–1935)
- Roberto Carnevale (n. 1966)
- John Alden Carpenter (1876–1951)
- Ann Carr-Boyd (n. 1938)
- Julián Carrillo
- Elliott Carter (n. 1908)
- Dinorá de Carvalho (1904–1980)
- Sara Carvalho (n. 1970)
- Doreen Carwithen (1922–2003)
- Tristram Cary (n. 1925)
- Alfredo Casella (1883–1947)
- John Casken (n. 1949)
- Patrick Cassidy (n. 1956)
- Lola Castegnaro (1900–1979)
- Mario Castelnuovo-Tedesco (1895–1968)
- Niccolò Castiglioni (1932 - 1996)
- Graciela Castillo (n. before 1945)
- José María Castro (1892–1964)
- Juan José Castro (1895–1968)
- Washington Castro (1909-2004)
- Eve de Castro-Robinson (n. 1956)
- Eunice Catunda (n. 1915)
- Alejandro García Caturla (1906–1940)
- Gayane Č'ebotaryan (n. 1918)
- Gabriella Cecchi (n. 1944)
- Monic Cecconi-Botella (n. 1936)
- Julia Cenova (n. 1948)
- Wendy Mae Chambers (n. 1953)
- Cécile Chaminade (1857–1944)
- Claude Champagne (1891–1965)
- John Barnes Chance (1932–1972)
- Nancy Laird Chance (n. 1931)
- Theodore Chanler (1902–1961)
- Janine Charbonnier (n. 1926)
- Gustave Charpentier (1860–1956)
- Rhys Chatham (n. 1952)
- Carlos Chávez (1899–1978)
- Gayane Chebotarian (1918–1998)
- Maria Chefaliady-Taban (1863–1932)
- Chen Shihui (n. 1962)
- Chen Yi (n. 1953)
- Paul Chihara (n. 1938)
- Barney Childs (1926–2000)
- Mary Ellen Childs (n. 1957)
- Unsuk Chin (n. 1961)
- Guekhuní Txtitxian (n. 1929)
- Chou Wen-chung (n. 1923)
- Hedwige Chrétien (1859–1944)
- Jani Christou (1926-1970)
- Asger Lund Christiansen (1927–1998)
- Henning Christiansen (n. 1932)
- Tat'yana Chudova (n. 1944)
- Heinz Chur (n. 1948)
- Leonardo Ciampa (n. 1971)
- Suzanne Ciani (n. 1946)
- Francesco Cilea (1866–1950)
- Maya Ciobanu (n. 1952)
- Mikalojus Konstantinas Čiurlionis (1875–1911)
- Dolores Claman (n. 1927)
- Rebecca Helferich Clarke (1886–1979)
- Laura Clayton (n. 1943)
- Angelo Clematide (n. 1954)
- Aldo Clementi (n. 1925)
- Judith Ann Clingan (n. 1945)
- Adrienne Clostre (n. 1921)
- Eric Coates (1886–1957)
- Gloria Coates (n. 1938)
- Julian Cochran (n. 1974)
- Robert Cogan (n. 1930)
- Rhoda Coghill (1903–2000)
- Reine Colaço Osorio-Swaab (1881–1971)
- Ulric Cole (1905–1992)
- Ellen Coleman (1886–1973)
- Avril Coleridge-Taylor (1903–1998)
- Samuel Coleridge-Taylor (1875–1912)
- Cecil Coles (1888–1918)
- Jeanne Colin-De Clerck (n. 1924)
- Laura Sedgwick Collins (1859–1927)
- Nicolas Collins (n. 1954)
- Graziella Concas (n. 1970)
- Justin Connolly (n. 1933)
- Salvador Contreras (1912-1982)
- Barry Conyngham (n. 1944)
- Edgar Cook (1880–1953)
- Arnold Cooke (1906-2005)
- Francis Judd Cooke (1910–1995)
- Lindsay Cooper (n. 1951)
- Aaron Copland (1900–1990)
- John Corigliano (n. 1938)
- Eleanor Cory (n. 1943)
- Jean Coulthard (1908–2000)
- Mildred Couper (1887–1974)
- Henry Cowell (1897–1965)
- Anna Cramer (1873–1968)
- Ruth Crawford-Seeger (1901–1953)
- Paul Creston (1906–1985)
- Allan J. Cronin (1956-)
- George Crumb (n. 1929)
- Alvin Curran (n. 1938)
- Marilyn Currier (n. 1931)
- Nathan Currier (n. 1960)
- Sebastian Currier (n. 1958)
- Chaya Czernowin (n. 1957)

## D
- Melanie Ruth Daiken (n. 1945)
- Marc-André Dalbavie (n. 1961)
- Nancy Dalberg (1881–1949)
- Kathleen Dale (1895–1984)
- Luigi Dallapiccola (1904–1975)
- Georges Dandelot (1895–1975)
- Richard Danielpour (n. 1956)
- Mabel Wheeler Daniels (1877–1971)
- Ivor Darreg (1917–1994)
- Gábor Darvas (1911–1985)
- Shaun Davey (n. 1948)
- Johann Nepomuk David (1895–1977)
- Mario Davidovsky (n. 1934)
- Tina Davidson (n. 1952)
- Peter Maxwell Davies (n. 1934)
- Carl Davis (n. 1936)
- Harriette Davison (1923–1978)
- Olga De Blanck Martín (n. 1916)
- Chris DeBlasio (1959–1993)
- Claude Debussy (1862–1918)
- Maurice Delage (1879–1961)
- Claire Delbos (1906–1959)
- Frederick Delius (1862–1934)
- Eva Dell'Acqua (1856–1930)
- Jeanne Demessieux (1921–1968)
- Iedisson Deníssov (1929–1996)
- Marcelle Deschênes (n. 1939)
- Alfred Désenclos (1912–1971)
- Yvonne Desportes (1907–1993)
- Robert Nathaniel Dett (1882-1943)
- David Diamond (n. 1915)
- Jody Diamond (n. 1953)
- Hilda Dianda (n. 1925)
- Emma Lou Diemer (n. 1927)
- Consuelo Díez (n. 1958)
- Fannie Charles Dillon (1881–1974)
- James Dillon (n. 1950)
- Silvana Di Lotti (n. 1942)
- Violeta Dinescu (n. 1953)
- Grigoraş Dinicu (1889–1949)
- Paul Dirmeikis (n. 1954)
- Plamen Djurov (n. 1949)
- Lucia Dlugoszewski (1931–2000)
- Tod Dockstader (n. 1932)
- Stephen Dodgson (n. 1924)
- Ernő Dohnányi (1877–1960)
- Franco Donatoni (1927 - 2000)
- Felicia Donceanu (n. 1931)
- Antal Doráti (1906–1988)
- Avner Dorman (n. 1975)
- Daniel Dorff (n. 1956)
- Felix Draeseke (1835–1913)
- Dora Draganova (n. 1946)
- Arnold Dreyblatt (n. 1953)
- George Dreyfus (n. 1928)
- Madeleine Dring (1923–1977)
- John W Duarte (1919–2004)
- Shirley Graham Du Bois (1896–1977)
- William Duckworth (n. 1943)
- Anne Dudley (n. 1956)
- Hugues Dufourt (n. 1943)
- Paul Dukas (1865–1935)
- Iancu Dumitrescu (n. 1944)
- Tan Dun (n. 1957)
- Marcel Dupré (1886–1971)
- Joël-François Durand (n. 1954)
- Maurice Duruflé (1902–1986)
- Pascal Dusapin (n. 1955)
- Henri Dutilleux (n. 1916)
- Judith Dvorkin (n. c. 1927)
- Lesya Dychko (n. 1939)
- Roland Dyens (n. 1955)
- George Dyson (1883–1964)
- Maria Dziewulska (n. 1909)

## E
- John Eaton (n. 1935)
- Petr Eben (n. 1929)
- Sixten Eckerberg (1909-1991)
- Sophie Carmen Eckhardt-Gramatté (1899-1974)
- Clara Edwards (1887–1974)
- Ross Edwards (n. 1943)
- Katharine Emily Eggar (1874–1961)
- Werner Egk (1901 - 1983)
- Margriet Ehlen (n. 1943)
- Henry Eichheim (1870 - 1942)
- Ludovico Einaudi (n. 1955)
- Maija Einfelde (n. 1939)
- Richard Einhorn (n. 1952)
- Gottfried von Einem (1918 - 1996)
- Karólína Eiríksdóttir (n. 1951)
- Hanns Eisler (1898 - 1962)
- Michelle Ekizian (n. 1956)
- Eleonora Eksanishvili (n. 1919)
- Irina Elcheva (n. 1926)
- Dror Elimelech (n. 1956)
- Edward Elgar (1857 - 1934)
- Heino Eller (1887 - 1970)
- Rosalind Frances Ellicott (1857–1924)
- David Ellis (n. 1933)
- JAK Ellis
- Jean-Claude Éloy (n. 1938)
- Kilys Elwyn-Edwards (n. 1918)
- Kateřina Emingerová (1856–1934)
- George Enescu (1881 - 1955)
- Sven Einar Englund (1916 - 1999)
- Brian Eno (n. 1948)
- Péter Eötvös (n. 1944)
- Heimo Erbse (n. 1924)
- Susanne Erding-Swiridoff (n. 1955)
- Robert Erickson (1917 - 1997)
- Ulvi Cemal Erkin (1906 - 1972)
- Gustav Erlemann (1876-1936)
- Gustav Ernesaks (1908-1993)
- Siegrid Ernst (n. 1929)
- Pozzi Escot (n. 1933)
- María Escribano (n. 1954)
- Julio Estrada (n. 1943)
- Alvin Etler (1913 - 1973)
- Franco Evangelisti (1926 - 1980)
- Pierre Even (n. 1946)
- Robert Evett (1922-1975)
- Florence Maude Ewart (1864–1949)

## F
- Ciaran Farrell (n. 1969)
- Rolande Falcinelli (n. 1920)
- Manuel de Falla (1876-1946)
- Evelyn Faltis (1890–1937)
- Dimitris Fampas (1921-1996)
- Hormoz Farhat (n. 1929)
- Ferenc Farkas (1905-2000)
- Eibhlis Farrell (n. 1953)
- Gabriel Fauré (1845-1924)
- Sarah Feigin (n. 1928)
- Jindřich Feld (n. 1925)
- Morton Feldman (1926-1987)
- Eric Fenby (1906-1997)
- Johanne Amelie Fenger (1836–1913)
- Brian Ferneyhough (n. 1943)
- Gabrielle Ferrari (1851–1921)
- Luc Ferrari (n. 1929)
- Beatriz Ferreyra (n. 1937)
- Arkady Filippenko (1912-1983)
- Vivian Fine (1913–2000)
- Michael Finnissy (n. 1946)
- Mary Finsterer (n. 1962)
- Graciane Finzi (n. 1945)
- Gerald Finzi (1901-1956)
- Ertuğrul Oğuz Fırat (n. 1922)
- Elena Firsova (n. 1950)
- David First (n. 1953)
- Helen Fisher (n. 1942)
- Chris Fitkin (19?-)
- Graham Fitkin (n. 1963)
- Tsippi Fleischer (n. 1946)
- Antony le Fleming
- Alan Fleming-Baird (n. 1972)
- Carlisle Floyd (n. 1926)
- Henry Flynt (n. 1940)
- Bernard Foccroulle (n. 1953)
- Eugénie-Emilie Juliette Folville (1870–1946)
- Jacqueline Fontyn (n. 1930)
- Andrew Ford (n. 1957)
- Malcolm Forsyth (n. 1936)
- Wolfgang Fortner (1907-1987)
- Lukas Foss (n. 1922)
- Jennifer Fowler (n. 1939)
- Erika Fox (n. 1936)
- Arthur Frackenpohl (n. 1924)
- Ludmila Frajt (n. 1919)
- Jean Françaix (1912-1997)
- Dorothea Anne Franchi (1920–2003)
- Hedy Frank-Autheried (1902–1979)
- Benjamin Frankel (1906-1973)
- Joan Franks Williams (n. 1930)
- Shena Fraser (n. 1910)
- Dorothy Whitson Freed (n. 1919)
- Isadore Freed (1900–1960)
- Eleanor Everest Freer (1864–1942)
- Narcisa Freixas (1859–1926)
- Bertha Frensel Wegener (1874–1953)
- Peter Racine Fricker (1920 - 1990)
- Hidas Frigyes (n. 1928)
- Johannes Fritsch (n. 1941)
- Ilsa Fromm-Michaels (1888–1986)
- Susan Frykberg (n. 1954)
- Lillian Fuchs (1903–1995)
- Julius Fučík (compositor) (1872-1916)
- Keiko Fujiie (n. 1963)
- Ellen Fullman (n. 1957)
- Biancamaria Furgeri (n. 1935)
- Beat Furrer (n. 1954)
- Jessie Furze (1903–1984)

## G
- Kenneth Gaburo (1926 - 1993)
- Diamanda Galás (n. 1955)
- Blas Galindo Dimás (1910–1993)
- Rachel Galinne (n. 1949)
- Raymond Gallois-Montbrun (n. 1918)
- Kyle Gann (n. 1955)
- Lee Gannon (n. 1960)
- Tomás Garbizu (1901-1989)
- Roberto Garcia Morillo (1911 - 2003)
- John Gardner (n. 1917)
- Kay Gardner (n. 1941)
- Zoltán Gárdonyi (1906 - 1986)
- Vincenza Garelli della Morea (1859–després de 1924)
- Peter Garland (n. 1952)
- Lūcija Garūta (1902–1977)
- Philippe Gaubert (1879-1941)
- Marianne Gary-Schaffhauser (n. 1903)
- Crawford Gates (n. 1922)
- Koharik Gazarossian (1907–1967)
- Roberta Geddes-Harvey (1849–1930)
- Gerda Geertens (n. 1955)
- Rolf Gehlhaar (n. 1943)
- Evren Genis (n. 1978)
- Ada Gentile (n. 1947)
- Robert Gerhard (1896 - 1970)
- Edward German (1862 - 1936)
- Abbie Gerrish-Jones (1863–1929)
- George Gershwin (1898 - 1937)
- Stefano Gervasoni (n. 1962)
- Maura Ghoneim (n. 1955)
- Vittorio Giannini (1903 - 1966)
- Cecil Armstrong Gibbs (1889 - 1960)
- Jon Gibson (n. 1940)
- Robert Gibson (n. 1950)
- Miriam Gideon (1906–1996)
- Helen Gifford (n. 1935)
- Paul Gilson (1865 - 1942)
- Alberto Ginastera (1916 - 1983)
- Umberto Giordano (1867 - 1948)
- Daniel Giorgetti (n. 1971)
- Ruth Gipps (1921 - 1999)
- Suzanne Giraud (n. 1958)
- Janice Giteck (n. 1946)
- Barbara Giuranna (1898–1998)
- Peggy Glanville-Hicks (1912 - 1990)
- Philip Glass (n. 1937)
- Helen Glatz (n. 1908)
- Evelyn Glennie (n. 1965)
- Reinhold Glière (1875-1956)
- Vinko Globokar (n. 1934)
- Vladimír Godár (n. 1956)
- Leopold Godowsky (1870 - 1938)
- Heiner Goebbels (n. 1952)
- Alexander Goehr (n. 1932)
- Walter Goehr (1903 - 1960)
- Sir Dean Goffin (1916 - 1984)
- Ronald Gold (n. 1953)
- Carl Goldmark (1830 - 1915)
- Rubin Goldmark (1872 - 1936)
- Berthold Goldschmidt (1903 - 1996)
- Osvaldo Golijov (n. 1960)
- Evgeny Golubev (1910 - 1988)
- Chiquinha Gonzaga (1847–1935)
- Eugène Goossens (1893 - 1962)
- Otar Gordeli (n. 1928)
- Henryk Górecki (n. 1933)
- Annette vande Gorne (n. 1946)
- Annie Gosfield (n. 1960)
- Ida Gotkovsky (n. 1933)
- Glenn Gould (1932 - 1982)
- Morton Gould (1913 - 1996)
- Dorothy Gow (1893–1982)
- Janet Graham (n. 1948)
- Percy Grainger (1882 - 1961)
- Enrique Granados (1867 - 1916)
- Micki Grant (n. 1941)
- Hector Gratton (1900-1970)
- Aleksandr Gretxanínov (1864 - 1956)
- María Grever (1885–1951)
- Charles Tomlinson Griffes (1884 - 1920)
- Beverly Grigsby (n. 1928)
- Gérard Grisey (1946 - 1998)
- Thomas Griselle (1891-1955)
- Ferde Grofé (1892-1972)
- Eivind Groven (1901 - 1977)
- Juozas Gruodis (1884-1948)
- Alejandro Guarello (n. 1951)
- Camargo Guarnieri (1907 - 1993)
- Sofia Gubaidúlina (1931 - 2025)
- Emilia Gubitosi (1887–1972)
- Rosa Guraieb (n. 1931)
- Nazife Güran (1921–1993)
- Elizabeth Gyring (1886–1970)
- Henry Gwiazda (n. 1952)

## H
- Pavel Haas (1899 - 1944)
- Alois Hába (1893–1973)
- Karel Hába (1898–1972)
- Daron Hagen (n. 1961)
- Helen Eugenia Hagan (1893–1964)
- Júlia Hajdú (1915–1987)
- Rauf Hajiyev (1922-1995)
- Jeremy Haladyna
- Pauline Hall (1890–1969)
- Hans Peter Haller (n. 1929)
- Peter Michael Hamel (n. 1947)
- Calvin Hampton (1938–1984)
- Ann-Elise Hannikainen (n. 1946)
- Howard Hanson (1896–1981)
- Kazuko Hara (n. 1935)
- John Harbison (n. 1938)
- Guy d'Hardelot (1858–1936)
- Egil Harder (1917–1997)
- Halina Harelava (n. 1951)
- Roy Harris (1898-1979)
- Annie Fortescue Harrison (1851–1944)
- Lou Harrison (1917–2003)
- Michael Harrison (19?-)
- Pamela Harrison (1915–1990)
- Susie Frances Harrison (1859–1935)
- Stephen Hartke (n. 1952)
- Karl Amadeus Hartmann (1905–1963)
- Hamilton Harty (1879–1941)
- Jonathan Harvey (n. 1939)
- Irina Hasnaş (n. 1954)
- Jon Hassell (n. 1937)
- Josef Matthias Hauer (1883–1959)
- Erik Haumann (n. 1952)
- Hauschka
- Birgit Havenstein (n. 1954)
- Hanna Havrylets' (n. 1958)
- Diana Pereira Hay (n. 1932)
- Sorrel Hays (n. 1941)
- Celeste de Longpré Heckscher (1860–1928)
- Gherry Hedin (ca. 1939–2006)
- Åse Hedstrøm (n. 1950)
- Jake Heggie (n. 1961)
- Bernhard Heiden (1910-2000)
- John Heiss (n. 1938)
- Walter Hekster (n. 1937)
- Piers Hellawell (n. 1956)
- Barbara Heller (n. 1936)
- Moya Henderson (n. 1941)
- Ig Henneman (n. 1945)
- Pierre Henry (n. 1927)
- Hans Werner Henze (n. 1926)
- Gisela Hernández (1912–1971)
- Bernard Herrmann (1911–1975)
- Fred Hersch (n. 1955)
- Willy Hess
- Ethel Glenn Hier (1889–1971)
- Alfred Hill (1870–1960)
- Mirrie Hill (1892–1986)
- Lejaren Hiller (1924–1994)
- Paul Hindemith (1895–1963)
- Ho Wai-On (n. 1946)
- Tim Hodgkinson (n. 1949)
- Margriet Hoenderdos (n. 1952)
- Leslie Hogan
- Dulcie Sybil Holland (n. 1913)
- Donald Russell Hollier (n. 1934)
- Vagn Holmboe (1909–1996)
- Borghild Holmsen (1865–1938)
- Gustav Holst (1874–1934)
- Imogen Holst (1907–1984)
- Adriana Hölszky (n. 1953)
- Richard E Holz (n. 1914)
- Arthur Honegger (1892–1955)
- Helen Francis Hood (1863–1949)
- Katherine Hoover (n. 1937)
- Helen Hopekirk (1856–1945)
- Antony Hopkins (n. 1921)
- Sarah Hopkins (n. 1958)
- Mark-David Hosale
- Toshio Hosokawa (n. 1955)
- Andre Hossein (1905-1983)
- Eleanor Hovda (n. 1940)
- Alan Hovhaness (1911–2000)
- Edgar Hovhannessian (1930-1998)
- Brian Howard (n. 1951)
- Elgar Howarth (n. 1935)
- Mary Howe (1882–1964)
- Dorothy Howell (1898–1982)
- Dobri Hristov (1875–1941)
- Zhun Huang (n. 1926)
- Nicolaus A. Huber (n. 1939)
- Elaine Hugh-Jones (n. 1927)
- Tonci Huljic (n. 1961)
- Hans Ulrich Humpert
- Jerry Hunt (1943–1993)
- Philippe Hurel (n. 1955)
- Brenda Hutchinson (n. 1954)
- Miriam Beatrice Hyde (1913–2005)

## I
- Jacques Ibert (1890 - 1962)
- Akira Ifukube (1916 - 2006)
- Ilayaraaja (1943 -)
- Andrew Imbrie (n. 1921)
- Federico Incardona (1958 - 2006)
- John Ireland (1883 - 1962)
- Regina Irman (n. 1957)
- Madeleine Isaksson (n. 1956)
- Charles Ives (1874 - 1954)
- Jean Eichelberger Ivey (n. 1923)
- Adina Izarra (n. 1959)

## J
- Najla Jabor (n. 1915)
- Gabriel Jackson (n. 1962)
- Gordon Jacob (1895 - 1984)
- Marie Jaëll (1846–1925)
- Dorothy James (1901–1982)
- Leoš Janáček (1854 - 1928)
- Viera Janárčeková (n. 1941)
- Natalia Janotha (1856–1932)
- Armas Järnefelt (1869-1958)
- Jean Michel Jarre (n. 1948)
- Maurice Jarre (n. 1924)
- Leroy Jenkins (n. 1932)
- Alden Jenks (n. 1940)
- Kerstin Jeppsson (n. 1948)
- Hilda Jerea (1919–1980)
- Eva Jessye (1885–1992)
- Kim Jin-hi (1957)
- Marta Jiráčková (n. 1932)
- Theo Jörgensmann (n. 1948)
- David C. Johnson (n. 1940)
- Scott Johnson (n. 1952)
- Tom Johnson (n. 1939)
- Ben Johnston (n. 1926)
- Fergus Johnston (n. 1959)
- Betsy Jolas (n. 1926)
- André Jolivet (1905 - 1974)
- Axel Borup Jørgensen (n. 1924)
- Bradley Joseph (n. 1965)
- Jane M. Joseph (1894–1929)
- Maurice Journeau (1898 - 1999)
- Patricia Jünger (n. 1951)
- Julius Juzeliūnas (1916-2001)

## K
- Miloslav Kabeláč (1908-1979)
- Dmitri Kabalevski (1904 - 1987)
- Mauricio Kagel (n. 1931)
- Erich Itor Kahn (1905-1956)
- Yuki Kajiura (n. 1965)
- Trisutji Kamal (n. 1936)
- Laura Kaminsky (n. 1956)
- Kikuko Kanai (1911–1986)
- Giya Kancheli (n. 1935)
- Shigeru Kan-no (n. 1959)
- Yoko Kanno (n. 1964)
- Artur Kapp (1878-1952)
- Vítězslava Kaprálová (1915–1940)
- Nikolai Kapustin (n. 1937)
- Sirvart Karamanuk (n. 1912)
- Richard Karpen (n. 1957)
- Heino Kaski (1885-1957)
- Nicolas Kaviani (n. 1977)
- Leif Kayser (1919-2001)
- Nigel Keay (n. 1955)
- David Kechley (n. 1947)
- Gerald Kechley (n. ca. 1919)
- Ralph Edward Kechley (fl. 1940)
- Robert Kechley (n. 1952)
- Nigel Kennedy (n. 1956)
- Aaron Jay Kernis (n. 1960)
- Aram Khatxaturian (1903-1978)
- Karen Khatxaturian (n. 1920)
- Tikhon Khrennikov (n. 1913)
- Wojciech Kilar (n. 1932)
- Wilhelm Killmayer (n. 1927)
- Earl Kim (1920-1998)
- Gideon Klein (1919-1945)
- Paul von Klenau (1883–1946)
- Phil Kline
- Oliver Knussen (n. 1952)
- Günter Kochan (n. 1930)
- Zoltán Kodály (1882-1967)
- Nevit Kodallı (n. 1924)
- Charles Koechlin (1867-1950)
- Gerard Kockelmans (1925-1965)
- Joonas Kokkonen (1921-1996)
- Panayiotis Kokoras (n. 1974)
- Leo B. Kopp (1938–1968)
- Thomas Koppel (1944-2006)
- Mark Kopytman (n. 1929)
- Peter Jona Korn (19?-)
- Erich Korngold (1897-1957)
- Evgeni Kostitsyn (n. 1963)
- William Kraft (n. 1923)
- Jonathan Kramer (1942-2004)
- Ernst Krenek (1900-1991)
- William Kroll (1901-1980)
- Henry Kucharzyk (n. 1953)
- Gary Kulesha (n. 1954)
- Jos Kunst (1936-1996)
- Andreas Kunstein (n. 1967)
- Hans Kunstovny (n. 1947)
- Ladislav Kupkovic (n. 1936)
- Bronius Kutavičius (n. 1932)
- Toivo Kuula (1883-1981)
- Robert Kyr (n. 1952)

## L
- Joan La Barbara (n. 1947)
- Juan Sebastian Lach (n. 1970)
- Helmut Lachenmann (n. 1935)
- Butch Lacy (n. 1947)
- Steve Lacy (n. 1934)
- Ezra Laderman (n. 1924)
- Constant Lambert (1905–1951)
- Eastwood Lane (1879–1951)
- David Lang (n. 1957)
- Rued Langgaard (1893-1952)
- Vanessa Lann (n. 1968)
- Paul Lansky (n. 1944)
- André Laporte (n. 1931)
- Agustin Lara (1900-1969/70)
- Patrick Larley (n. 1951)
- Lars-Erik Larsson (1908–1986)
- William P. Latham (1917–2004)
- Morten Lauridsen (n. 1943)
- Antonio Lauro (1917-1986)
- Elodie Lauten
- Mario Lavista (n. 1943)
- Bo Lawergren (n. 1937)
- Billy Jim Layton (n. 1924)
- Mary Jane Leach (n. 1949)
- Anne Lebaron (n. 1953)
- Ernesto Lecuona (1896-1963)
- Jón Leifs (1899–1968)
- Kenneth Leighton (1929 - 1988)
- David Leisner (n. 1953)
- Daniel Lentz (n. 1942)
- Georges Lentz (n. 1965)
- Wadada Leo Smith (n. 1941)
- Fred Lerdahl (n. 1943)
- Philippe Leroux (n. 1959)
- György Ligeti (1923–2006)
- Douglas Lilburn (1915–2001)
- Magnus Lindberg (n. 1958)
- George Lloyd (1913–1998)
- Annea Lockwood (n. 1939)
- Wendell Logan (n. 1940)
- Ruth Lomon (n. 1930)
- Michel Longtin (n. 1946)
- Fernando Lopes Graça (1906–1994)
- Alexina Louie (b. 1949)
- Alain Louvier (n. 1945)
- Alvin Lucier (n. 1931)
- Otto Luening (1900–1996)
- Torbjorn Iwan Lundquist (n. 1920)
- Stanley Lunetta (n. 1937)
- Witold Lutosławski (1913–1994)
- Elisabeth Lutyens (1906–1983)

## M
- François-Bernard Mâche (n. 1935)
- Steven Mackey (n. 1956)
- Ernest Campbell MacMillan (1893-1973)
- James Macmillan (n. 1959)
- Elizabeth Maconchy (1907–1994)
- Carleton Macy (n. 1944)
- Bruno Maderna (1920–1973)
- Leevi Madetoja (1887-1947)
- Ester Mägi (n. 1922)
- Frederik Magle (n. 1977)
- Alma Mahler (1879-1964)
- David Mahler (n. 1944)
- Gustav Mahler (1860–1911)
- Gian Francesco Malipiero (1882–1973)
- Michio Mamiya (n. 1929)
- Philippe Manoury (n. 1952)
- Bunita Marcus (n. 1952)
- Pierre Mariétan (n. 1935)
- Miklós Maros (n. 1943)
- Ingram Marshall (n. 1942)
- Frank Martin (1890–1974)
- Donald Martino (1931-2005)
- Bohuslav Martinů (1890–1959)
- Steve Martland (n. 1959)
- Joseph Marx (1882–1964)
- Pietro Mascagni (1863–1945)
- Daniel Gregory Mason (1873–1953)
- David Maslanka (n. 1943)
- Diego Masson (n. 1935)
- Lovro von Matačić (1899-1985)
- André Mathieu (1929-1968)
- Yori-aki Matsudaira (n. 1931)
- Yoritsune Matsudaira (1907-2001)
- Colin Matthews (n. 1946)
- David Matthews (n. 1943)
- Nicholas Maw (n. 1935)
- Toshiro Mayuzumi (1929 - 1997)
- Andrew McBirnie (n. 1971)
- Harl McDonald (1899-1955)
- George Frederick McKay (1899–1970)
- Carl McKinley (1895–)
- Colin McPhee (1900–1964)
- Richard Meale (n. 1932)
- Nikolai Medtner (1880–1951)
- Peter Mennin (1923–1983)
- Gian Carlo Menotti (1911-2007)
- Oskar Merikanto (1868-1924)
- Wim Mertens (n. 1953)
- Parviz Meshkatian (n. 1955)
- Olivier Messiaen (1908–1992)
- Edgar Meyer (n. 1960)
- Ernst Hermann Meyer (1905–1988)
- Winfried Michel (n. 1948)
- Peter Mieg (1906–1990)
- Francisco Mignone (1897–1986)
- Ödön Mihalovich (1842–1929)
- Minoru Miki (n. 1930)
- Darius Milhaud (1892-1974)
- Peter Milne (1824–1908)
- Ilhan Mimaroglu (1926-)
- Christian Minkowitsch (n. 1962)
- Haruki Mino (n. 1950)
- Behzad Mirkhani (n. 1969)
- Roscoe Mitchell (n. 1940)
- Luca Miti (n. 1957)
- Dary John Mizelle (n. 1940)
- Ernest John Moeran (1894–1950)
- Luis Manuel Molina (n. 1958)
- Andrea Molino (n. 1964)
- Federico Mompou (1893–1987)
- José Pablo Moncayo (1912–1958)
- Meredith Monk (n. 1942)
- Ivan Moody (n. 1964)
- Douglas Stuart Moore (1893–1969)
- Oskar Morawetz (n. 1917)
- Aleksandr Mossolov (1900 - 1973)
- Henri Mulet (1878-1967)
- Gordon Mumma (n. 1935)
- Tristan Murail (n. 1947)
- Thea Musgrave (n. 1928)
- John Musto (n. 1954)
- Nikolai Myaskovsky (1851–1950)

## N
- Katsutoshi Nagasawa (n. 1923)
- Yoshinao Nakada (1923-2000)
- Šarūnas Nakas (n. 1962)
- Conlon Nancarrow (1912–1997)
- Onute Narbutaite (n. 1956)
- Václav Nelhýbel (1919 - 1996)
- Bill Nelson (n. 1948)
- James Nelson (n. 1945)
- Carl Nielsen (1865 - 1931)
- Lewis J. Nielson (n. 1951)
- John Jacob Niles (1892-1980)
- Marlos Nobre (n. 1939)
- Arne Nordheim (n. 1931)
- Per Nørgård (n. 1932)
- Ib Nørholm (n. 1931)
- Luigi Nono (1924–1990)
- Michael Nyman (n. 1944)
- Knut Nystedt (n. 1915)

## O
- Kevin O'Connell (n. 1958)
- Bertram Walton O'Donnell (1887–1939)
- Robert O'Dwyer (1862–1949)
- Seán Ó Riada (1931–1971)
- Nicolas Obouhow (1892–1954)
- Robert Oboussier (1900–1957)
- Aleksandar Obradović (n. 1927)
- Jana Obrovská (1930–1987)
- Michael Obst (n. 1955)
- Andrej Očenáš (1911–1995)
- Siegfried Ochs (1858–1929)
- Irina Odăgescu-Ţuţuianu (n. 1937)
- Krsto Odak (1888–1965)
- Karel Odstrčil (1930–1997)
- Helmut Oehring (n. 1961)
- Gonzalo de Olavide (1934–2005)
- Kevin Oldham (1960-1993)
- Sergio Roberto de Oliveira
- Pauline Oliveros (n. 1932)
- Justice Olsson (n. 1949)
- Daphne Oram
- Julián Orbón (1925–1991)
- Carl Orff (1895–1982)
- Leo Ornstein (1893–2002)
- Willson Osborne (1906 - 1979)
- August von Othegraven (1864–1946)
- Jaime Ovalle (1894-1955)
- Robert Lee Owens (n. 1925)

## P
- José de Paiva Netto (n. 1941)
- Selim Palmgren (1878–1951)
- Paul Panhuysen
- Andrzej Panufnik (1914–1991)
- Roxanna Panufnik
- Vangelis
- Carlos Paredes
- Kyoung Shin Park (n. 1939)
- Hubert Parry (1848–1918)
- Arvo Pärt (n. 1935)
- Harry Partch (1901–1974)
- Paul Patterson (n. 1947)
- Anthony Payne (n. 1936)
- Juan Carlos Paz (1901–1972)
- Bohumil Pazdírek (1839–1919)
- Kenneth Howard Peacock (n. 1922)
- Carlo Pedini (n. 1956)
- Flor Peeters (1903–1986)
- James Penberthy (1917–1999)
- Krzysztof Penderecki (n. 1933)
- Francesco Pennisi (1934–2000)
- Ernst Pepping (1901–1981)
- Nick Peros (n. 1963)
- George Perle (n. 1915)
- Scott Perry
- William Perry (n. 1930)
- Vincent Persichetti (1915-1987)
- Wilhelm Peterson-Berger (1867–1942)
- Goffredo Petrassi (1904 - 2003)
- Allan Pettersson (1911–1980)
- Hans Pfitzner (1869–1949)
- Ástor Piazzolla (1921–1992)
- Gabriel Pierné (1863 - 1937)
- Ernest Pingoud (1887–1942)
- Daniel Pinkham (1923–2006)
- Paul A. Pisk (1893–1990)
- Walter Piston (1894–1976)
- Ildebrando Pizzetti (1880–1968)
- Larry Polansky (n. 1954)
- Manuel Maria Ponce (1882-1948)
- Sanford Ponder
- Quincy Porter (1897–1966)
- Francis Pott (n. 1957)
- Francis Poulenc (1899–1963)
- Henri Pousseur (n. 1929)
- Simon Proctor
- Serguei Prokófiev (1891–1953)
- Miroslav Pudlák (n. 1961)

## R
- Horatiu Radulescu (1942 - 2008)
- Serguei Rakhmàninov (1873–1943)
- Ali Rahbari (n. 1948)
- Eliane Radigue (n. 1932)
- Priaulx Rainier (1903–1986)
- Bernard Rands (n. 1934)
- Ture Rangström (1884–1947)
- Günter Raphael (1903–1960)
- Karl Aage Rasmussen (n. 1947)
- Einojuhani Rautavaara (n. 1928)
- Maurice Ravel (1875–1937)
- Alan Rawsthorne (1905–1971)
- John Rea (n. 1944)
- Alfred Reed (1921–2005)
- Owen Reed (n. 1910)
- Steve Reich (n. 1936)
- Aribert Reimann (n. 1936)
- Ottorino Respighi (1879–1936)
- Cemal Resit Rey (1904–1985)
- Silvestre Revueltas (1899–1940)
- Roger Reynolds (n. 1934)
- Godfrey Ridout (1918–1984)
- Wallingford Riegger (1885–1961)
- Wolfgang Rihm (n. 1952)
- Terry Riley (n. 1935)
- Jeremy Dale Roberts (n. 1934)
- George Rochberg (1918–2005)
- Joaquin Rodrigo (1901–1999)
- Ernesto Rodrigues (n. 1959)
- Matos Rodriguez (1900–1948)
- Robert Xavier Rodriguez (n. 1946)
- Anoushiravan Rohani (n. 1939)
- Shardad Rohani
- Amadeo Roldán (1900–1939)
- Ned Rorem (n. 1923)
- Marco Rosano (n. 1964)
- David Rosenboom (n. 1947)
- Nino Rota (1911–1979)
- Christopher Rouse (n. 1949)
- Mikel Rouse (n. 1957)
- Albert Roussel (1869–1937)
- Miklós Rózsa (1907-1995)
- Edmund Rubbra (1901–1986)
- Poul Ruders (n. 1949)
- Dane Rudhyar (1895–1985)
- Witold Rudzinski (n. 1913)
- Jeanine Rueff (1922–1999)
- Carl Ruggles (1876–1971)
- Antonio Ruiz-Pipo (1934–1997)
- John Rutter (n. 1945)
- Frederic Rzewski (n. 1938)
- Osmo Tapio Räihälä (n. 1964)

## S
- Mart Saar (1882-1963)
- Kaija Saariaho (n. 1952)
- Tolibjon Sadikov (1907–1957)
- Eduardo Sainz de la Maza (1903-1982)
- Oskar Sala (1910–2002)
- Aulis Sallinen (n. 1935)
- Vadim Salmànov (1912–1978)
- Rodrigo A. de Santiago (1907-1985)
- Erik Satie (1866–1925)
- Somei Satoh (n. 1947)
- Eric Sawyer (n. 1962)
- Fazıl Say (n. 1970)
- Ahmet Adnan Saygun (1907–1991)
- Giacinto Scelsi (1905–1988)
- R Murray Schafer (n. 1933)
- Fritz Schieri (n. 1922)
- Franz Schmidt (1874–1939)
- Florent Schmitt (1870–1958)
- Alfred Schnittke (1934–1998)
- Arnold Schönberg (1874–1951)
- Franz Schreker (1878–1934)
- Hermann Schroeder (1904–1984)
- Erwin Schulhoff (1894–1942)
- Gunther Schuller (n. 1925)
- William Schuman (1910–1992)
- Wolfgang von Schweinitz (n. 1953)
- Kurt Schwertsik (n. 1935)
- Salvatore Sciarrino (n. 1947)
- Aleksandr Skriabin (1872–1915)
- Stefano Scodanibbio (n. 1956)
- Peter Sculthorpe (n. 1929)
- Ramon Sender (1934-)
- John Serry, Sr. (1915–2003)
- Roger Sessions (1896–1985)
- Harold Shapero (n. 1929)
- Alex Shapiro (n. 1962)
- Byambasuren Sharav (n. 1952)
- Tolib Shakhidi (n. 1946)
- Ralph Shapey (1921-2002)
- Gerald Shapiro (n. 1942)
- Elliott Sharp (n. 1951)
- Jean Sibelius (1865–1957)
- Elie Siegmeister (1909–1991)
- Roberto Sierra (n. 1953)
- Aleksandar Simić (n. 1973)
- Robert Simpson (1921–1997)
- Ezra Sims (n. 1928)
- Alvin Singleton (n. 1940)
- Urmas Sisask (n. 1960)
- Nikos Skalkottas (1904–1949)
- Lucijan Škerjanc (1900-1973)
- Nicolas Slonimsky (1894–1995)
- Larry Alan Smith (n. 1955)
- Reginald Smith Brindle (1917–2003)
- Juan Maria Solare (n. 1966)
- Avo Sõmer (n. 1934)
- Harry Somers (1925–1999)
- Kaikhosru Shapurji Sorabji (1892–1988)
- Ann Southam (n. 1937)
- Isabel Soveral (n. 1961)
- Fela Sowande (1905–1987)
- Bernadette Speach (n. 1948)
- Laurie Spiegel (n. 1945)
- Charles Villiers Stanford (1852–1924)
- Robert Steadman (n. 1965)
- Rudi Stephan (1887–1915)
- Edward Steuermann (1892–1964)
- Bernard Stevens (1916–1983)
- Halsey Stevens (1908-1989)
- William Grant Still (1895-1978)
- Karlheinz Stockhausen (n. 1928)
- Carl Stone (n. 1953)
- Alan Stout (19?-)
- Ignace Strasfogel (1909-1994)
- Richard Strauss (1864–1949)
- Ígor Stravinski (1882–1971)
- Steven Stucky (n. 1949)
- Angelo Sturiale (n. 1970)
- Paul Sturm (n. 1956)
- Morton Subotnick (n. 1933)
- Eugen Suchoň (1902-1993)
- Josef Suk (1874–1935)
- Lepo Sumera (1950-2000)
- Howard Swanson (1907–1978)
- Giles Swayne (n. 1946)
- Wladyslaw Szpilman (1911–2000)
- Karol Szymanowski (1882–1937)

## T
- Tigran Tahmizyan (n. 1961)
- Germaine Tailleferre (1892–1983)
- Toru Takemitsu (1930–1996)
- Louise Talma (1906–1996)
- Justinian Tamasuza (n. 1951)
- Alexandre Tansman (1897–1986)
- John Tavener (n. 1944)
- Deems Taylor (1885–1966)
- Aleksandr Txerepnín (1899–1977)
- Ivan Txerepnín (n. 1943)
- Nikolai Txerepnín (1873–1945)
- Serge Txerepnín (n. 1941)
- Richard Teitelbaum (n. 1939)
- James Tenney (1934–2006)
- Avet Terterian (1929–1994)
- Daniel Theaker (n. 1967)
- Mikis Theodorakis (n. 1925)
- Loris Tjeknavorian (n. 1937)
- Augusta Read Thomas (n. 1964)
- Randall Thompson (1899–1984)
- Virgil Thomson (1896–1989)
- Francis Thorne (n. 1922)
- Luís Tinoco (n. 1969)
- Michael Tippett (1905–1998)
- Boris Tishchenko (1939 - 2010)
- Loris Tjeknavorian (n. 1937)
- Rudolf Tobias (1873–1918)
- Camillo Togni (1922–1993)
- Isao Tomita (n. 1932)
- Ushio Torikai (n. 1952)
- Federico Moreno Torroba (1891–1982)
- Michael Torke (n. 1961)
- Marcel Tournier (1879–1951)
- Joan Tower (n. 1938)
- Max Trapp (1887-1971)
- David Del Tredici (n. 1937)
- Stephen Truelove (n. 1946)
- Hristo Spasov Tsanoff (n. 1947)
- Eduard Tubin (1905–1982)
- David Tudor (1926–1996)
- Joaquin Turina (1882–1949)
- Mark-Anthony Turnage (n. 1960)
- Erkki-Sven Tüür (n. 1959)
- Geirr Tveitt (1908–1981)
- Toby Twining (n. 1958)
- 'Blue' Gene Tyranny (n. 1945)
- Iekaterina Txemberdjí (n. 1960)

## U
- David Uber (n. 1921)
- Nobuo Uematsu (n. 1959)
- Eckhard Unruh (1921-1996)
- Ernst Ludwig Uray (1906-1988)
- Kevin Ure (n. 1978)
- İlhan Usmanbaş (n. 1923)
- Vladimir Ussachevsky (1911-1990)
- Galina Ustvolskaya (1919 - 2006)

## V
- Moisei Vainberg (1919 - 1996)
- Patricia Van Ness (n. 1951)
- Edgard Varèse (1883 - 1965)
- Peteris Vasks (n. 1946)
- Ralph Vaughan Williams (1872 - 1958)
- John Veale (1922-2006)
- Jasna Veličković
- Matthijs Vermeulen (1888 - 1967)
- Lois V. Vierk (n. 1951)
- Louis Vierne (1873-1937)
- Heitor Villa-Lobos (1887 - 1959)
- Ezequiel Viñao (n. 1960)
- Carl Vine (n. 1954)
- Claude Vivier (1948-1983)
- Kevin Volans (n. 1949)
- Jan Vriend (n. 1938)
- Klaas de Vries (n. 1944)

## W
- Gregg Wager (n. 1958)
- Henry Walford Davies (1869–1944)
- George Walker (1922-)
- William Walton (1902–1983)
- Robert Ward (n. 1917)
- David Ward-Steinman (n. 1936)
- Peter Warlock (1894–1930)
- Franz Waxman (1906–1967)
- Anton Webern (1883–1945)
- Paul Wehage (n. 1963)
- Kurt Weill (1900–1950)
- Mieczysław Weinberg (1919–1996)
- John Weinzweig (1913–2006)
- Judith Weir (n. 1954)
- Egon Wellesz (1885–1974)
- Felix Werder (n. 1922)
- Richard Wetz (1875-1935)
- Paul W. Whear (n. 1925)
- Eric Whitacre (n. 1970)
- Gillian Whitehead (n. 1941)
- Healey Willan (1880–1968)
- Alberto Williams (1862–1952)
- Clifton Williams (1923–1976)
- John Williams (n. 1932)
- Malcolm Williamson (1931–2003)
- Olly Woodrow Wilson (19?-)
- Dag Wirén (1905–1986)
- Daniel James Wolf (n. 1961)
- Julia Wolfe (n. 1958)
- Christian Wolff (n. 1934)
- Ermanno Wolf-Ferrari (1876–1948)
- Stefan Wolpe (1902–1972)
- Haydn Wood (1882–1959)
- Charles Wuorinen (n. 1938)
- Ivan Wyschnegradsky (1893 - 1979))

## X
- Iannis Xenakis (1922–2001)
- Dmitri Xostakòvitx (1906–1975)

## Y
- Jun Yamaguchi (n. 1967)
- Yanni (n. 1954)
- Chen Yi (n. 1953)
- Takashi Yoshimatsu (n. 1953)
- La Monte Young (n. 1935)
- Isang Yun (1917 - 1995)

## Z
- Frank Zappa (1940–1993)
- Alexander von Zemlinsky (1871–1942)
- Hans Zender (n. 1936)
- Zhou Long (n. 1953)
- Bernd Alois Zimmermann (1918–1970)
- Heinz Werner Zimmermann (n. 1930)
- Udo Zimmermann (n. 1943)
- Walter Zimmerman (n. 1949)
- Evan Ziporyn (n. 1959)
- John Zorn (n. 1953)
- Ellen Taaffe Zwilich (n. 1939)
- Samuel Zyman (n. 1956)